# Parogonum
Parogonum,  biljni rod iz porodice dvornikovki sa dvije vrste, jedna iz Sjeverne Amerike i jedna iz Kine i Tibeta.
Ovaj novi rod opisan je 2023. u  PhytoKeys-u

## Vrste
1. Parogonum ciliinode (Michx.) Desjardins & J.P.Bailey
2. Parogonum cynanchoides (Hemsl.) Desjardins & J.P.Bailey; ima dvije podvrste

## Sinonimi
- Fallopia sect. Parogonum Haraldson